# Akira (sterrenstelsel)
Akira is een rood gekleurd elliptisch sterrenstelsel met een groot superzwaar zwart gat. Het staat in het sterrenbeeld Lynx. Het sterrenstelsel staat bekend als een rode geiser-sterrenstelsel. Akira is het eerste als zodanig geclassificeerde stelsel. De rode kleur komt doordat er (vrijwel) alleen nog oude (stervende) en kleine rode sterren in het stelsel bestaan. Het geisereffect komt doordat overbodige energie uit het zwarte gat spuit zoals bij geisers op aarde.
Het sterrenstelsel is vernoemd naar de manga-reeks Akira. De ontdekker van het sterrenstelsel, Edmond Cheun, heeft voor deze naam gekozen, omdat het stelsel tijdens het MaNGA-project ontdekt is en omdat hij een hommage aan zijn thuisinstelling (de Universiteit van Tokio) wilde brengen.

## Fusie
Het zwarte gat in het centrum van Akira voedt zich niet alleen met gassen uit het eigen sterrenstelsel, maar ook met gassen uit het naburige sterrenstelsel Tetsuo, de hoofdrolspeler in de manga Akira. De twee sterrenstelsels bevinden zich midden in het proces om te fuseren. Hoewel fusies tussen sterrenstelsels normaal gesproken het vormingsproces van nieuwe sterren versnellen, gebeurt dat bij Akira niet. De rondom het superzware zwarte gat ontstane accretieschijf draait zo snel (ongeveer de snelheid van het licht dat er winden of jets uit komen, die warmen het sterrenstelsel zodanig op dat er geen nieuwe sterren kunnen ontstaan. Voor stervorming is koud gas nodig, dit wordt echter zodanig opgewarmd door de wind, dat er geen nieuwe sterren kunnen ontstaan.